# Filovci
Filovci (pronunciación eslovena: [ˈfiːlɔu̯tsi]; húngaro: Filóc; prekmuro: Filovce) es una localidad eslovena perteneciente al municipio de Moravske Toplice en el noreste del país.
En 2020, la localidad tenía una población de 504 habitantes.
Se conoce la existencia de la localidad desde 1322, cuando se menciona con el nombre de Fyloch. Durante siglos funcionó como un asentamiento dedicado a la alfarería, habiendo sesenta alfareros en la localidad a principios del siglo XX. Actualmente existe en el pueblo un museo con taller de cerámica sobre la historia de la alfarería local, pero quedan muy pocos alfareros en activo. La localidad es también conocida por albergar varias viviendas tradicionales del siglo XIX con tejados de paja.
La localidad se ubica unos 5 km al sureste de la capital municipal Moravske Toplice, sobre la carretera 442 que lleva a Lendava.